# 무등중학교
무등중학교(無等中學校)는 대한민국 광주광역시 동구 소태동에 있는 공립 중학교이다.

## 학교 연혁
- 1969년 8월 16일 : 광주무등중학교 설립인가(36학급)
- 1970년 3월 1일 : 초대 손상린 교장 취임
- 1970년 3월 5일 : 광주무등중학교 개교(10학급 638명)
- 1992년 2월 6일 : 지원중학교 설립인가
- 1992년 3월 6일 : 지원중학교 개교
- 2009년 3월 1일 : 무등중학교로 교명 변경
- 2009년 3월 1일 : 광주무등중학교와 지원중학교 통폐합(졸업생수 196명, 총 졸업생수 25,435명)
- 2016년 3월 1일 : 장병효 교장 부임
- 2025년 1월 9일 : 제53회 졸업장 수여(졸업생수 138명, 총 졸업생 수 26,915명)
- 2025년 3월 4일 : 2025학년도 입학식(6학급 151명)

## 참고 자료
- 무등중학교 - 한국교육학술정보원 학교알리미